# Paramoeba eilhardi
Paramoeba eilhardi is een soort in de taxonomische indeling van de Amoebozoa. Deze micro-organismen hebben geen vaste vorm en hebben schijnvoetjes. Met deze schijnvoetjes kunnen ze voortbewegen en zich voeden. Het organisme komt uit het geslacht Paramoeba en behoort tot de familie Paramoebidae. Paramoeba eilhardi werd in 1896 ontdekt door Schaudinn.